# سوژول
شجاعل (به لاتین: Sujaul) یک منطقهٔ مسکونی در بنگلادش است که در بارلخا واقع شده‌است. شجاعل ۵٬۱۱۷ نفر جمعیت دارد.